# 幸田博人
幸田 博人（こうだ ひろと、1959年6月8日 - ）は、日本の実業家、エコノミスト。みずほ証券代表取締役副社長を経て、イノベーション・インテリジェンス研究所代表取締役社長、京都大学経営管理大学院特別教授、一橋大学大学院経営管理研究科客員教授、アクセンチュアスペシャルアドバイザー等を歴任した。

## 人物・経歴
1982年一橋大学経済学部卒業、日本興業銀行入行。金融制度、資本市場等の調査に携わり、日本興業銀行金融グループ企画部副参事役、興銀証券企画部長等を経て、2002年みずほフィナンシャルグループグループ戦略第二部参事役。2003年みずほ証券経営企画グループ経済調査部長。2009年みずほ証券執行役員経営企画グループ長兼総合企画部長。2011年みずほ証券常務執行役員総合企画部長。
2016年みずほ証券代表取締役専務リテール・事業法人部門長。同年みずほ証券代表取締役副社長。2018年みずほ証券理事。同年One Tap BUY取締役、ポラリス・キャピタル・グループ取締役、一橋大学大学院経営管理研究科客員教授、リーディング・スキル・テスト代表取締役社長、SBI大学院大学教授、京都大学経営管理大学院特別教授、イノベーション・インテリジェンス研究所代表取締役社長。2019年産業革新投資機構取締役 産業革新投資委員会委員、京都大学大学院経済学研究科特任教授。
この間、明治大学大学院グローバル・ビジネス研究科客員教授、京都大学経営管理大学院特命教授、アクセンチュアスペシャルアドバイザー等を歴任した。2020年CAC Holdings特別委員。2021年Institution for a Global Society取締役。2022年6月　ストラテジー・アドバイザーズ　代表取締役会長に就任。同年7月Arent取締役、ファイナンシャル・アドバイザー協会理事。

## 著書
- 『AI革命で日本株は復活する』（藤田勉と共著）毎日新聞出版 2016年
- 『日本経済再生25年の計 : 金融・資本市場の新見取り図』（池尾和人と共編著）日本経済新聞出版社 2017年
- 『オーナー経営はなぜ強いのか? : 企業を成長させるコーポレートガバナンス戦略』（藤田勉と共著）中央経済社 2018年
- 『金融が解る世界の歴史』（藤田勉と共著）金融財政事情研究会 2020年
- 『プライベート・エクイティ投資の実践 : オープン・イノベーションが企業を変える』（編著）中央経済社 2020年
- 『日本企業変革のためのコーポレートファイナンス講義』（編著）金融財政事情研究会 2020
- 『金融リテラシー入門 基礎編』（川北英隆と共編著）金融財政事情研究会 2021年
- 『金融リテラシー入門 応用編』（川北英隆と共編著）金融財政事情研究会 2021年
- 『プライベート・エクイティ投資の実践』中央経済社 2021年
- 『ポストコロナ時代のプライベート・エクイティ』（木村雄治と共編著）金融財政事情研究会 2022年
- 『DX時代の日本企業の戦い方 : 京大で学ぶデジタル社会と資本市場』（編著）中央経済社 2023年
- 『現代ビジネスエシックスと企業価値向上』（柴崎健と共編著）金融財政事情研究会 2023年